# Tipula varaha
Tipula varaha är en tvåvingeart som beskrevs av Alexander 1953. Tipula varaha ingår i släktet Tipula och familjen storharkrankar. Inga underarter finns listade i Catalogue of Life.